# 錦州省
錦州省，是曾經於满洲國時期存在的一個省，轄境相當於現在的遼寧省西部以及内蒙古自治区的一部分。

## 历史
1934年（康德元年）12月1日，析奉天省之錦縣、錦西、興城、綏中、義縣、北鎮、盤山、台安、黑山、彰武十縣及熱河省之朝陽、阜新兩縣，新設錦州省。省公署置於錦縣（1938年起位於錦州市）。

## 下級行政區劃
- 錦州市:1938年（康德4年）12月1日自錦縣析置。
- 阜新市:1941年（康德7年）1月1日置於阜新縣新街。
- 錦縣
- 錦西縣
- 興城縣
- 綏中縣
- 義縣
- 北鎮縣
- 盤山縣
- 台安縣
- 黑山縣
- 彰武縣
- 吐默特右旗
- 吐默特中旗
- 吐默特左旗

## 廢止
1945年8月，隨滿州國的滅亡而消失。